# ماكوم
ماكوم (بالإنجليزية: Macomb)‏ هي مدينة في ولاية إلينوي في الولايات المتحدة الأمريكية.

## التركيبة السكانية
حدّد مكتب تعداد الولايات المتحدة بيانات التركيبة السكانية لماكوم في تعداد الولايات المتحدة. في ما يلي، التركيبة السكانية حسب تعدادي 2000 و2010.

### تعداد عام 2000
بلغ عدد سكان ماكوم 18,558 نسمة بحسب تعداد عام 2000، وبلغ عدد الأسر 6,575 أسرة وعدد العائلات 2,955 عائلة مقيمة في المدينة. في حين سجلت الكثافة السكانية 651.4 نسمة لكل كيلومتر مربع (1,687.1/ميل2). وبلغ عدد الوحدات السكنية 7,037 وحدة بمتوسط كثافة قدره 247 لكل كيلومتر مربع (639.7/ميل2).
وتوزع التركيب العرقي للمدينة بنسبة 88.73% من البيض و5.93% من الأمريكيين الأفارقة و0.16% من الأمريكيين الأصليين و3.06% من الأمريكيين ذوي الأصول الآسيوية و0.03% من سكان جزر المحيط الهادئ و0.69% من الأعراق الأخرى و1.40% من عرقين مختلطين أو أكثر و2.10% من الهسبانيون أو اللاتينيون من أي عرق.
بلغ عدد الأسر 6,575 أسرة كانت نسبة 20.3% منها لديها أطفال تحت سن الثامنة عشر تعيش معهم، وبلغت نسبة الأزواج القاطنين مع بعضهم البعض 34.9% من أصل المجموع الكلي للأسر، ونسبة 7.4% من الأسر كان لديها معيلات من الإناث دون وجود شريك،  بينما كانت نسبة 2.6% من الأسر لديها معيلون من الذكور دون وجود شريكة وكانت نسبة 55.1% من غير العائلات. تألفت نسبة 38.4% من أصل جميع الأسر من عدة أفراد يعيشون في نفس المنزل ونسبة 12.4% كانت تتألف من شخص يعيش بمفرده يبلغ من العمر 65 عاماً أو أكثر. وبلغ متوسط حجم الأسرة المعيشية 2.10، أما متوسط حجم العائلات فبلغ 2.77.
بلغ العمر الوسطي للسكان 23.2 عاماً. وكانت نسبة 12.5% من القاطنين تحت سن الثامنة عشر، وكانت نسبة 19.9% بين الثامنة عشر والرابعة والعشرين عاماً، ونسبة 17.5% كانت واقعةً في الفئة العمرية ما بين الخامسة والعشرين والرابعة والأربعين عاماً، ونسبة 13.9% كانت ما بين الخامسة والأربعين والرابعة والستين، ونسبة 10.8% كانت ضمن فئة الخامسة والستين عاماً فما فوق. يوجد لكل 100 أنثى 94.0 ذكر، ويوجد لكل 100 أنثى في الثامنة عشر من عمرها فما فوق 93.2 ذكر.
بلغ متوسط دخل الأسرة في المدينة 25,994 دولارًا، أما متوسط دخل العائلة فبلغ 42,069 دولارًا. وكان متوسط دخل الذكور 27,663 دولارًا مقابل 21,780 دولارًا للإناث. وسجل دخل الفرد الخاص بالمدينة 13,470 دولارًا. وكانت نسبة 12.2% من العائلات ونسبة 29.1% من السكان تحت خط الفقر، وكان من هؤلاء نسبة 23% تحت سن الثامنة عشر ونسبة 8.1% في الخامسة والستين من العمر وما فوق.

### تعداد عام 2010
بلغ عدد سكان ماكوم 19,288 نسمة بحسب تعداد عام 2010، وبلغ عدد الأسر 7,472 أسرة وعدد العائلات 2,895 عائلة مقيمة في المدينة. في حين سجلت الكثافة السكانية 677 نسمة لكل كيلومتر مربع (1,753.4/ميل2). وبلغ عدد الوحدات السكنية 8,200 وحدة بمتوسط كثافة قدره 287.8 لكل كيلومتر مربع (745.4/ميل2).
وتوزع التركيب العرقي للمدينة بنسبة 85.77% من البيض و8.16% من الأمريكيين الأفارقة و0.23% من الأمريكيين الأصليين و2.44% من الأمريكيين ذوي الأصول الآسيوية و0.01% من سكان جزر المحيط الهادئ و0.99% من الأعراق الأخرى و2.41% من عرقين مختلطين أو أكثر و3.63% من الهسبانيون أو اللاتينيون من أي عرق.
بلغ عدد الأسر 7,472 أسرة كانت نسبة 17.7% منها لديها أطفال تحت سن الثامنة عشر تعيش معهم، وبلغت نسبة الأزواج القاطنين مع بعضهم البعض 27.9% من أصل المجموع الكلي للأسر، ونسبة 7.8% من الأسر كان لديها معيلات من الإناث دون وجود شريك،  بينما كانت نسبة 3% من الأسر لديها معيلون من الذكور دون وجود شريكة وكانت نسبة 61.3% من غير العائلات. تألفت نسبة 39.9% من أصل جميع الأسر من عدة أفراد يعيشون في نفس المنزل ونسبة 12.4% كانت تتألف من شخص يعيش بمفرده يبلغ من العمر 65 عاماً أو أكثر. وبلغ متوسط حجم الأسرة المعيشية 2.05، أما متوسط حجم العائلات فبلغ 2.76.
بلغ العمر الوسطي للسكان 23.4 عاماً. وكانت نسبة 11.9% من القاطنين تحت سن الثامنة عشر، وكانت نسبة 43.6% بين الثامنة عشر والرابعة والعشرين عاماً، ونسبة 17.8% كانت واقعةً في الفئة العمرية ما بين الخامسة والعشرين والرابعة والأربعين عاماً، ونسبة 15% كانت ما بين الخامسة والأربعين والرابعة والستين، ونسبة 11.7% كانت ضمن فئة الخامسة والستين عاماً فما فوق. وتوزع التركيب الجنسي للسكان بنسبة 50.4% ذكور و49.6% إناث.

## أعلام
- ماركوس دونستان
- جون إف. توبين
- إدوارد توماس نونان
- بنجامين بي. هامبتون
- ديفيد س. وليامز
- راي هانسون
- ويس ستيفنز
- هارولد أفي
- بروس كرادوك